# اورونگسکو
اورونگسکو (به لهستانی:  Orońsko) یک روستا در لهستان است که در گمینا اورونگسکو واقع شده‌است. اورونگسکو ۱٬۲۰۰ نفر جمعیت دارد.